# Italian Juniors 2018
Die Italian Juniors 2018 fanden als bedeutendstes internationales Nachwuchsturnier Italiens im Badminton vom 23. bis zum 25. Februar 2018 in Mailand statt. Es war die 8. Auflage der Veranstaltung.

## Sieger und Platzierte
| Disziplin    | Gold                       | Silber                         | Bronze                        |
| ------------ | -------------------------- | ------------------------------ | ----------------------------- |
| Herreneinzel | Su Li-yang                 | Yu Sheng-po                    | Markus Barth                  |
| Herreneinzel | Su Li-yang                 | Yu Sheng-po                    | Julien Carraggi               |
| Dameneinzel  | Huang Yin-hsuan            | Hsieh Yu-ying                  | Hung En-tzu                   |
| Dameneinzel  | Huang Yin-hsuan            | Hsieh Yu-ying                  | Vivien Sándorházi             |
| Herrendoppel | Wei Chun-wei Wu Guan-xun   | Chang Fang-chi Chen Zhi-ray    | Chen Lung Su Po-wei           |
| Herrendoppel | Wei Chun-wei Wu Guan-xun   | Chang Fang-chi Chen Zhi-ray    | Lin Kuan-ting Yu Sheng-po     |
| Damendoppel  | Li Zi-qing Teng Chun-hsun  | Serena Au Yeong Sabrina Herbst | Maria Delcheva Petra Polanc   |
| Damendoppel  | Li Zi-qing Teng Chun-hsun  | Serena Au Yeong Sabrina Herbst | Hsieh Yu-ying Huang Yin-hsuan |
| Mixed        | Wu Guan-xun Teng Chun-hsun | Fabrício Farias Jaqueline Lima | Liao Bo-siang Huang Yu-hsun   |
| Mixed        | Wu Guan-xun Teng Chun-hsun | Fabrício Farias Jaqueline Lima | Wei Chun-wei Li Zi-qing       |